# Cyphostemma congoensis
Cyphostemma congoensis är en vinväxtart som först beskrevs av Hort., och fick sitt nu gällande namn av Descoings. Cyphostemma congoensis ingår i släktet Cyphostemma och familjen vinväxter. Inga underarter finns listade i Catalogue of Life.